# Yannick Haenel
Yannick Haenel (Rennes, 1967) es un escritor francés, cofundador de la revista literaria Ligne de risque.

## Biografía
Hijo de un militar, Yannick Haenel estudió en la Pritaneo Nacional Militar en La Flèche.
Desde 1997, codirige la revista literaria Ligne de risque, junto con François Meyronnis. Hasta 2005 trabajó como profesor de francés en el liceo La Bruyère de Versalles. Ha publicado varias novelas, como Introduction à la mort française y Évoluer parmi les avalanches; también ha publicado un ensayo acerca de los tapices de La dama y el unicornio: À mon seul désir.
Dirigió dos volúmenes de entrevistas con Philippe Sollers: Ligne de risque y Poker. En 2007, publicó Cercle (Gallimard), novela que le valió el premio Décembre y el premio Roger Nimier.
En 2008 y 2009, Haenel fue elegido miembro de la Academia Francesa en Roma y de la Villa Médici.
En 2009, fue galardonado con el Premio Interallié y el premio de novela de la Fnac por su novela Jan Karski. Este libro tiene tres partes:
1. La primera parte está directamente inspirado en la película  Shoah  de Claude Lanzmann : Karski es entrevistado.
2. La segunda parte resume en 80 páginas el testimonio de Karski, publicado en inglés en 1944 bajo el título Historia de un secreto de estado.
3. La tercera parte describe los sentimientos de Karski y se relacionan con diálogos que son presentados por el autor como una ficción.

## Polémicas
En 2007, Alina Reyes lo acusó de plagio.
En 2009, Claude Lanzmann publicó una vigorosa crítica de la novela Jan Karski, que describió como una "falsificación de la historia". También reprendió a Haenel por haber plagiado los diálogos de la película sin haber pedido autorización. Philippe Sollers, el director de la colección de Gallimard L'Infini, dijo que presentó a Lanzmann las impresiones de la novela antes de la publicación, hecho que  Lanzmann ha negado siempre. Haenel respondido por reclamar la libertad del novelista
Yannick Haenel es columnista de revista de cine Transfuge, desde 2010, y de Charlie Hebdo desde los atentados de enero de 2015.

## Obras

### Novelas
- 1996: Les Petits Soldats, La Table ronde
- 2001: Introduction à la mort française, Gallimard, series "L'Infini"
- 2003: Évoluer parmi les avalanches, Gallimard, series "L'Infini"
- 2007: Cercle, Gallimard, series "L'Infini", ISBN 207077600X, Prix Décembre 2007, prix Roger Nimier 2008.
- 2009: Jan Karski, Gallimard, series "L'Infini", 2009 ISBN 978-2-07-012311-7, Prix du roman Fnac and Prix Interallié.
- 2013: Les Renards pâles, Gallimard, series "L'Infini" ISBN 978-2-07-014217-0
- 2017 Tiens ferme ta couronne, Gallimard, series "L'Infini" ISBN 9782070177875

Premio Médicis de 2017

### Ficción
- 2005: À mon seul désir, fr
- 2011: Le Sens du calme, Mercure de France, series "Traits et portraits"
- 2015: Je cherche l'Italie, Gallimard, series "L'Infini"

### Entrevistas
- 2005: Ligne de risque, under the direction of Yannick Haenel and François Meyronnis, Gallimard, series "L'Infini"
- 2005: Poker, entretiens de la revue Ligne de risque with Philippe Sollers, Gallimard, series "L'Infini"

## Distinciones
- 2010 Chevalier de la Ordre des Arts et des Lettres[6]
- 2012 Chevalier de la Orden del Mérito de la República de Polonia[7]
- 2017 Premio Médicis para Tiens ferme ta couronne[8]